# Scottish Championship
Scottish Championship, även kallad Ladbrokes Championship på grund av sponsorskäl är den näst högsta fotbollsserien för herrar i Skottland, som startades i juli 2013. Ligan ersatte gamla First Division. Den klubb som vinner serien flyttas upp till Scottish Premier League, medan den klubb som hamnar sist automatiskt flyttas ner till Scottish League One.

## Klubbar säsongen 2019/20
| Lag                          | Stadium            | Stad        | Kapacitet | Placering 2018–19           |
| ---------------------------- | ------------------ | ----------- | --------- | --------------------------- |
| Alloa Athletic               | Recreation Park    | Alloa       | 3,100     | 8:a                         |
| Arbroath                     | Gayfield Park      | Arbroath    | 6,600     | 1:a i Scottish League One   |
| Ayr United                   | Somerset Park      | Ayr         | 10,185    | 4:a                         |
| Dundee                       | Dens Park          | Dundee      | 11,506    | 12:a i Scottish Premiership |
| Dundee United                | Tannadice Park     | Dundee      | 14,223    | 2:a                         |
| Dunfermline Athletic         | East End Park      | Dunfermline | 11,480    | 7:a                         |
| Greenock Morton              | Cappielow Park     | Greenock    | 11,589    | 5:a                         |
| Inverness Caledonian Thistle | Caledonian Stadium | Inverness   | 7,512     | 3:a                         |
| Partick Thistle              | Firhill Stadium    | Glasgow     | 10,102    | 6:a                         |
| Queen of the South           | Palmerston Park    | Dumfries    | 8,690     | 9:a                         |

## Vinnare
| Säsong    | Etta                | Tvåa                | Skyttekung                                                     | Skyttekung       |
| Säsong    | Etta                | Tvåa                | Spelare                                                        | Antal gjorda mål |
| --------- | ------------------- | ------------------- | -------------------------------------------------------------- | ---------------- |
| 2013/2014 | Dundee              | Hamilton Academical | Rory Loy (Falkirk)                                             | 20               |
| 2014/2015 | Heart of Midlothian | Hibernian           | Jason Cummings (Hibernian)                                     | 18               |
| 2015/2016 | Rangers             | Falkirk             | Martyn Waghorn (Rangers)                                       | 20               |
| 2016/2017 | Hibernian           | Falkirk             | Jason Cummings (Hibernian) Stephen Dobbie (Queen of the South) | 19               |
| 2017/2018 | St Mirren           | Livingston          | Stephen Dobbie (Queen of the South)                            | 18               |
| 2018/2019 | Ross County         | Dundee United       | Lawrence Shankland (Ayr United)                                | 24               |